# North Middletown (Kentucky)
North Middletown és una població dels Estats Units a l'estat de Kentucky. Segons el cens del 2000 tenia 562 habitants.

## Demografia
Segons el cens del 2000, North Middletown tenia 562 habitants, 217 habitatges, i 156 famílies. La densitat de població era de 748,2 habitants/km².
Dels 217 habitatges en un 36,9% hi vivien nens de menys de 18 anys, en un 51,6% hi vivien parelles casades, en un 13,8% dones solteres, i en un 28,1% no eren unitats familiars. En el 22,1% dels habitatges hi vivien persones soles el 12,4% de les quals corresponia a persones de 65 anys o més que vivien soles. El nombre mitjà de persones vivint en cada habitatge era de 2,59 i el nombre mitjà de persones que vivien en cada família era de 3.
Per edats la població es repartia de la següent manera: un 26,2% tenia menys de 18 anys, un 8,2% entre 18 i 24, un 31,5% entre 25 i 44, un 23,3% de 45 a 60 i un 10,9% 65 anys o més.
L'edat mediana era de 36 anys. Per cada 100 dones de 18 o més anys hi havia 86,9 homes.
La renda mediana per habitatge era de 34.038 $ i la renda mediana per família de 37.000 $. Els homes tenien una renda mediana de 31.042 $ mentre que les dones 21.750 $. La renda per capita de la població era de 14.606 $. Entorn de l'11,8% de les famílies i el 14,5% de la població estaven per davall del llindar de pobresa.

## Poblacions més properes
El següent diagrama mostra les poblacions més properes.